# Apodanthaceae
Họ Apodanthaceae bao gồm khoảng 19 tới 23 loài thực vật thân thảo nội ký sinh. Chúng không có rễ, thụ phấn nhờ côn trùng, có quả mọng nhỏ, sống trong các cành hay rễ của vật chủ (như là các sợi tương tự như hệ sợi nấm), chỉ xuất hiện hoa ở bên ngoài. Những chiếc lá duy nhất là một vài lá bắc tại gốc mỗi hoa. Các loài thực vật này không thực hiện bất kỳ quá trình quang hợp nào (nghĩa là chúng là ký sinh toàn phần). Các loài thực vật này phân bố trong ba chi: Pilostyles, Apodanthes và Berlinianche. Các cố gắng nhằm xác định các mối quan hệ của họ Apodanthaceae trong khoảng thời gian gần đây chỉ đưa ra các kết quả không chắc chắn và chúng hiện nay vẫn được coi là kỳ dị.  Trình tự DNA ty thể và hạt nhân chứng minh mối quan hệ của họ Apodanthaceae trong bộ Cucurbitales, nơi chúng cũng rất phù hợp về hình thái hoa của chúng.

## Phân bố
Chi Apodanthes chứa 1 hoặc vài loài (tới 10) tại Tân nhiệt đới, chi Pilostyles với khoảng 20 loài tại Tân nhiệt đới, Địa Trung Hải, tây nam châu Á và vùng cận nhiệt đới ở tây nam Australia, còn chi Berlinianche với 2 loài tại vùng cận nhiệt đới Đông Phi.
Người ta biết rằng Apodanthe ký sinh trên các loài trong họ Flacourtiaceae (hiện nay là một phần của họ Salicaceae), như trên Casearia  và Xylosma, cũng như các đại diện của các họ Burseraceae và Meliaceae. Pilostyles ký sinh trên một loạt các loài trong họ Fabaceae, còn Berlinianche chỉ ký sinh trên tông Amherstieae của họ Fabaceae.

## Các mối quan hệ
Hiện nay website của APG tạm xếp họ này trong bộ Cucurbitales, trong khi hệ thống Dahlgren xếp nó trong bộ Santalales còn hệ thống Cronquist thì xếp trong bộ Rafflesiales.
Apodanthaceae, giống như các loài thực vật ký sinh toàn phần khác, thường được gộp trong họ Rafflesiaceae nghĩa rộng (Họ Rafflesiaceae nghĩa hẹp tại Wikipedia được xếp trong bộ Malpighiales). Gần đây, mối quan hệ với bộ Malvales cũng đã từng được đề xuất, cụ thể có lẽ là do một vài loài trong họ Malvaceae cũng thiếu cấu trúc túi của bao phấn thông thường, và bộ nhị có thể hợp lại v.v..
Các mối quan hệ của họ ký sinh toàn phần Apodanthaceae đã từng không rõ ràng (chẳng hạn trong hệ thống APG III năm 2009 họ này không đặt vào đâu). Nickrent và ctv. (2004) đề xuất mối quan hệ hoặc là trong phạm vi bộ Malvales (đặc biệt là trong các phân tích 3-gen và SSU rDNA nhân), hoặc là trong hay gần bộ Cucurbitales (phân tích matR) hay bộ Fabales (phân tích atp1). Barkman và ctv. (2007) cũng đề xuất vị trí trong hay gần bộ Cucurbitales (mặc dù hỗ trợ yếu, nhưng phân tích bao hàm khá toàn diện); các gen ti thể cox1 và matR thể hiện sự phân kỳ lớn, nhưng không diễn ra đối với gen atp1. Các phân tích phân tử bổ sung (như D. Nickrent trong trao đổi cá nhân hay của Filipowicz và Renner (2010)) hỗ trợ vị trí của Apodanthaceae trong phạm vi bộ Cucurbitales, và điều này là phù hợp với hoa đơn tính khác gốc, bao phấn hướng ngoài, bầu nhụy hạ và kiểu đính noãn vách của chúng, tất cả các đặc trưng này đều là phổ biến trong bộ Cucurbitales, nhưng tất cả các đặc trưng này nói chung cũng là phổ biến trong thực vật ký sinh. Cũng có một lượng các thay thế codon (bộ ba mã hóa) là chung giữa Apodanthaceae và Cucurbitales. Vị trí chính xác của họ này trong phạm vi bộ Cucurbitales vẫn là không rõ ràng, các mối quan hệ đã đề xuất với các họ khá khác biệt về mặt hình thái (nhưng cũng là dạng chia tách) như Corynocarpaceae và Coriariaceae chỉ được hỗ trợ yếu và Apodanthaceae là nằm trên nhánh rất dài.
Nếu như Apodanthaceae thuộc về bộ Cucurbitales thì sự phổ biến của họ này tại châu Mỹ, châu Phi, Cận Đông và Australia cũng như sự thích ứng của chúng đối với các vật chủ có quan hệ họ hàng xa trong các họ Fabaceae và Salicaceae gợi ý về một lịch sử tiến hóa dài.